# Aleochara inconspicua
Aleochara inconspicua är en skalbaggsart som beskrevs av Aubé 1850. Aleochara inconspicua ingår i släktet Aleochara, och familjen kortvingar. Arten är reproducerande i Sverige.